# Limnonectes hascheanus
Limnonectes hascheanus é uma espécie de anfíbio da família Ranidae.
Pode ser encontrada nos seguintes países: Indonésia, Laos, Malásia, Myanmar, Tailândia, Vietname e possivelmente em China.
Os seus habitats naturais são: florestas subtropicais ou tropicais húmidas de baixa altitude e plantações .
Está ameaçada por perda de habitat.